# Gökhaliller, Seben
Gökhaliller là một xã thuộc huyện Seben, tỉnh Bolu, Thổ Nhĩ Kỳ. Dân số thời điểm năm 2010 là 76 người.